# Federico de Madrazo

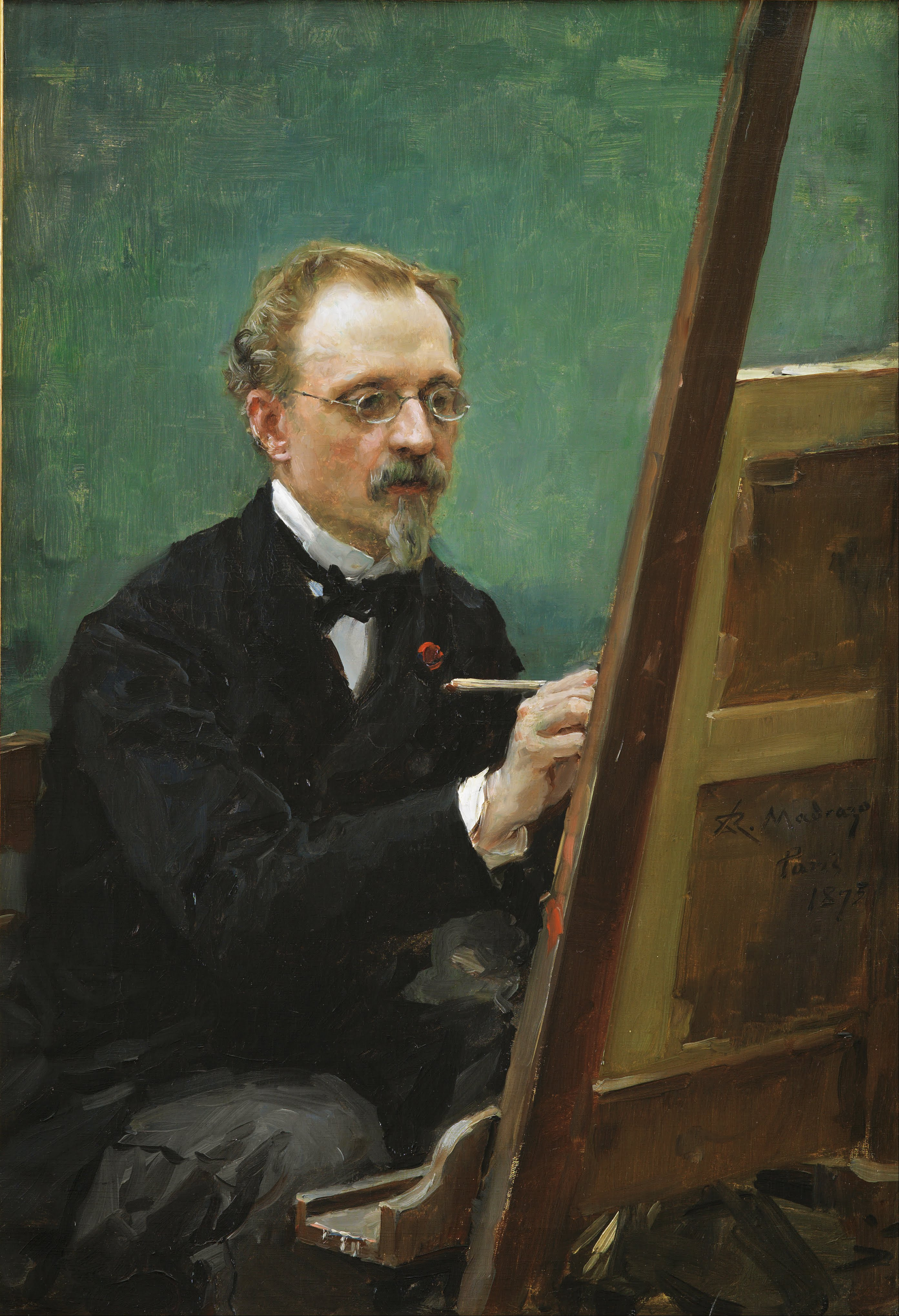
Federico de Madrazo (1875).

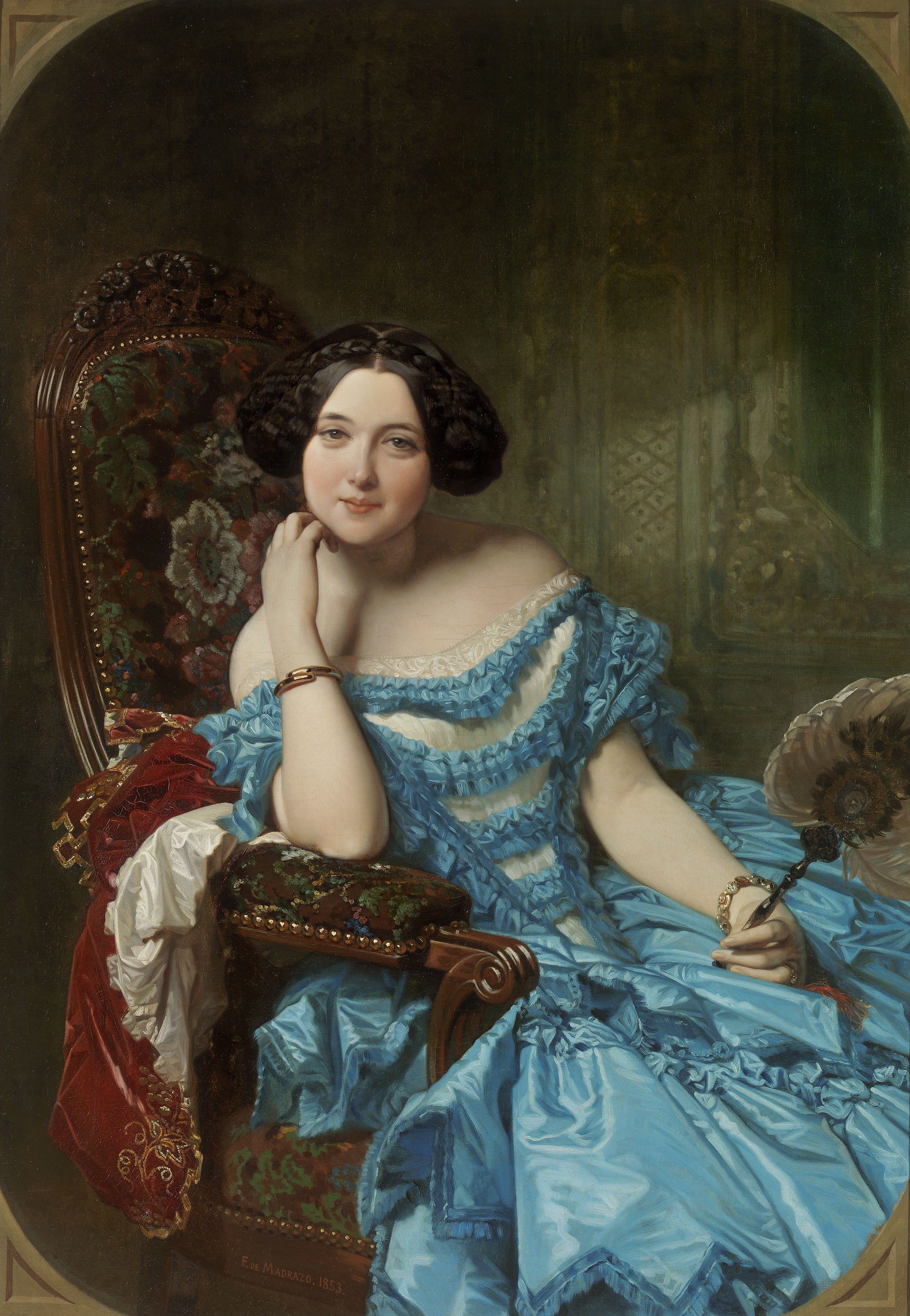
Federico Madrazo - Amalia de Llano (1853).

Federico de Madrazo y Kuntz, född 9 februari 1815 i Rom, död 11 juni 1894 i Madrid, var en spansk målare. Han var son till José de Madrazo, bror till Pedro och Luis de Madrazo samt far till Raimundo och Ricardo de Madrazo. 
Madrazo studerade för Franz Xaver Winterhalter och utförde i huvudsak porträtt. Han efterträdde sin far både som hovmålare och chef för Pradomuseet.